# La Croisille-sur-Briance
La Croisille-sur-Briance is een gemeente in het Franse departement Haute-Vienne (regio Nouvelle-Aquitaine) en telt 700 inwoners (1999). De plaats maakt deel uit van het arrondissement Limoges.

## Geografie
De oppervlakte van La Croisille-sur-Briance bedraagt 43,8 km², de bevolkingsdichtheid is 16,0 inwoners per km².
De onderstaande kaart toont de ligging van La Croisille-sur-Briance met de belangrijkste infrastructuur en aangrenzende gemeenten.

## Demografie
Onderstaande figuur toont het verloop van het inwonertal (bron: INSEE-tellingen).